# Tanger-Tetouan-Al Hoceima
Tanger-Tetouan-Al Hoceima ( arabisk: طنجة - تطوان - الحسيمة , Ṭanja Tiṭwan Alḥ ممم usima ; berbisk: ⵟⴰⵏⵊⴰ ⵜⵉⵟⴰⵡⵉⵏ ⵍⵃⵓⵙⵉⵎⴰ , Ṭanja Tiṭawin Lḥusima ) er en af de tolv regioner i Marokko . Den dækker et område på 15.090   km² og havde ved folktællingen i 2014 befolkning på 3.556.729 mennesker. Regionens hovedstad er Tanger.

## Geografi
Tanger-Tetouan-Al Hoceima er den nordligste af Marokkos tolv regioner. I nord vender det mod Gibraltar-strædet og Middelhavet og grænser op til den spanske eksklave Ceuta. Den grænser også til de marokkanske regioner i Rabat-Salé-Kénitra mod sydvest, Fès-Meknès mod sydøst og Oriental mod øst. Rifbjergene rejser sig i den østlige del af regionen og her ligger Al Hoceima National Park og Talassemtane National Park. Landet ved Atlanterhavskysten i sydvest er frugtbart og afvandes af floden Loukkos.

## Historie
Tanger-Tetouan-Al Hoceima blev oprettet i september 2015 ved at føje Al Hoceima-provinsen, der tidligere var en del af Taza-Al Hoceima-Taounate-regionen, til den tidligere Tanger-Tetouan- region. 

### Inddeling
Tanger-Tetouan-Al Hoceima består af to præfekturer og seks provinser: 
- Al Hoceima-provinsen
- Chefchaouen-provinsen
- Fahs-Anjra-provinsen
- Larache-provinsen
- M'diq-Fnideq-præfekturet
- Ouezzane Province
- Tangier-Assilah-præfekturet
- Tetouan-provinsen

## Økonomi
Landbrug er hovederhverv i Tanger-Tetouan-Al Hoceima-regionen. Vigtigste afgrøder omfatter korn, bælgfrugter, oliven og sukkerrør. Dyrehold og fiskeri er også vigtige bidragydere til økonomien. Der er oprettet forskellige økonomiske frizoner i området omkring Tanger-Med containerhavn, der er en af Afrikas travleste, for at fremme industriel vækst og udenlandske investeringer.  Regionen er også stærkt afhængig af turisme. 

## Infrastruktur
Ekspressvej A1 forbinder Tanger med den nationale hovedstad Rabat . Der er også to kortere motorveje i regionen: A4 går uden om Tanger og forbinder motorvej A1 til Tanger-Med-porten, og A6 forbinder Tetouan med M'Diq og Fnideq .
Tangers Ibn Battouta lufthavn er den travleste lufthavn i regionen. Al Hoceimas Cherif Al Idrissi lufthavn og Tetouans Sania Ramel lufthavn modtager også kommercielle flyvninger. 
Den første fase af højhastighedstogslinjen Casablanca – Tanger blev åbnet mellem Tanger og Kenitra i november 2018. 